# 심방중격결손증
심방중격결손증(Atrial septal defect, ASD)은 심장의 심방 사이에 혈액이 흐르는 선천성 심장 질환이다. 좌심방과 우심방을 구분하는 중격의 장애로 인해 구멍이 생기면서 좌심방의 혈액이 우심방으로 빠져나가게 된다. 선천성 심방중격 동맥류 환자에게서 흔히 발생한다.

## 증상
- 무증상
- 청색증
- 호흡 곤란